# Pentastiridius dedecora
Pentastiridius dedecora är en insektsart som beskrevs av Alexander Fyodorovich Emeljanov 1992. Pentastiridius dedecora ingår i släktet Pentastiridius och familjen kilstritar. Inga underarter finns listade i Catalogue of Life.